# Minna Kauppi
Minna Kauppi (Asikkala, 25 novembre 1982) è un'orientista finlandese.
Ha vinto i campionati mondiali su lunga distanza nel 2007 e quello su media distanza nel 2008, nel 2010 e nel 2012.
È cinque volte campionessa del mondo staffetta: nel 2006 (Aarhus), nel 2007 (Kiev), nel 2008 (Olomouc), nel 2010 (Trondheim) e nel 2011 (Aix-les-Bains) come membro del team finlandese vincitore. Si è classificata terza nelle Coppe del Mondo del 2006 e 2007 e seconda in quella del 2008.

## Vita
Minna Kauppi è sposata col campione del mondo di orientamento Pasi Ikonen a Jyväskylä.

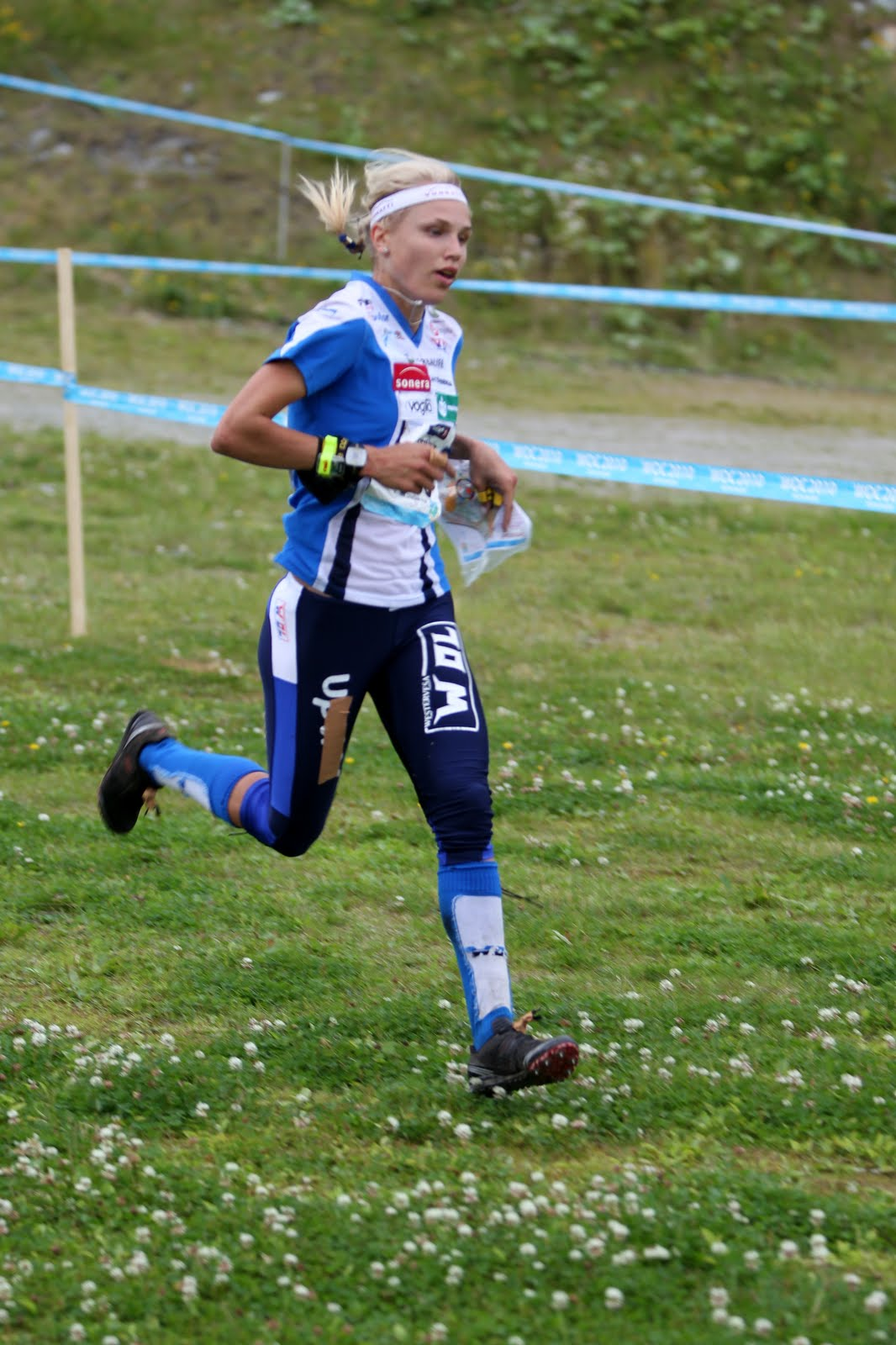
Minna Kauppi ai mondiali del 2010

## Note

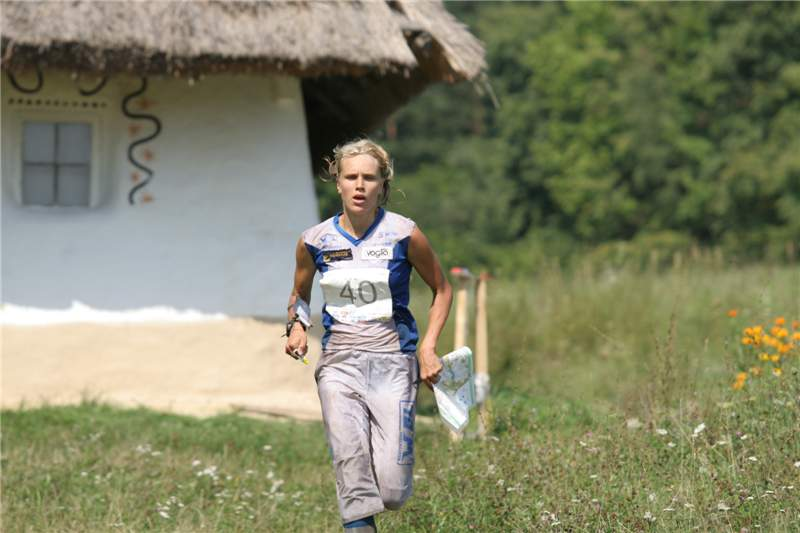
Minna Kauppi ai mondiali del 2007